# بولو (تركيا)
مدينة بولو (بالتركية: Bolu)‏، هي عاصمة محافظة بولو ويبلغ عدد سكانها 84,565 نسمة.

## المناخ
يظهر الجدول التالي التغييرات المناخية على مدار السنة لبولو:
| البيانات المناخية لـبولو                          | البيانات المناخية لـبولو | البيانات المناخية لـبولو | البيانات المناخية لـبولو | البيانات المناخية لـبولو | البيانات المناخية لـبولو | البيانات المناخية لـبولو | البيانات المناخية لـبولو | البيانات المناخية لـبولو | البيانات المناخية لـبولو | البيانات المناخية لـبولو | البيانات المناخية لـبولو | البيانات المناخية لـبولو | البيانات المناخية لـبولو |
| الشهر                                             | يناير                    | فبراير                   | مارس                     | أبريل                    | مايو                     | يونيو                    | يوليو                    | أغسطس                    | سبتمبر                   | أكتوبر                   | نوفمبر                   | ديسمبر                   | المعدل السنوي            |
| ------------------------------------------------- | ------------------------ | ------------------------ | ------------------------ | ------------------------ | ------------------------ | ------------------------ | ------------------------ | ------------------------ | ------------------------ | ------------------------ | ------------------------ | ------------------------ | ------------------------ |
| الدرجة القصوى °م (°ف)                             | 19.8 (67.6)              | 24.1 (75.4)              | 29.3 (84.7)              | 31.8 (89.2)              | 34.4 (93.9)              | 37.0 (98.6)              | 39.3 (102.7)             | 39.8 (103.6)             | 37.3 (99.1)              | 34.4 (93.9)              | 27 (81)                  | 23.5 (74.3)              | 39.8 (103.6)             |
| متوسط درجة الحرارة الكبرى °م (°ف)                 | 5.3 (41.5)               | 7.1 (44.8)               | 11.3 (52.3)              | 16.7 (62.1)              | 21.4 (70.5)              | 24.8 (76.6)              | 27.4 (81.3)              | 27.8 (82.0)              | 24.4 (75.9)              | 19.2 (66.6)              | 13.2 (55.8)              | 7.5 (45.5)               | 17.2 (62.9)              |
| المتوسط اليومي °م (°ف)                            | 0.7 (33.3)               | 2.0 (35.6)               | 5.0 (41.0)               | 9.8 (49.6)               | 14.0 (57.2)              | 17.4 (63.3)              | 19.9 (67.8)              | 19.7 (67.5)              | 16.1 (61.0)              | 11.8 (53.2)              | 6.9 (44.4)               | 3.1 (37.6)               | 10.5 (51.0)              |
| متوسط درجة الحرارة الصغرى °م (°ف)                 | −3.3 (26.1)              | −2.5 (27.5)              | −0.1 (31.8)              | 4.0 (39.2)               | 7.7 (45.9)               | 10.6 (51.1)              | 12.8 (55.0)              | 12.9 (55.2)              | 9.7 (49.5)               | 6.4 (43.5)               | 2.0 (35.6)               | −0.8 (30.6)              | 5.0 (40.9)               |
| أدنى درجة حرارة °م (°ف)                           | −31.5 (−24.7)            | −34.0 (−29.2)            | −22 (−8)                 | −11.5 (11.3)             | −4.5 (23.9)              | 4.8 (40.6)               | 0.8 (33.4)               | 1.4 (34.5)               | −2.5 (27.5)              | −6.8 (19.8)              | −24.8 (−12.6)            | −29.1 (−20.4)            | −34.0 (−29.2)            |
| الهطول مم (إنش)                                   | 57.7 (2.27)              | 45.4 (1.79)              | 52.0 (2.05)              | 51.7 (2.04)              | 60.1 (2.37)              | 52.7 (2.07)              | 31.0 (1.22)              | 25.2 (0.99)              | 27.1 (1.07)              | 42.9 (1.69)              | 45.8 (1.80)              | 63.4 (2.50)              | 555 (21.86)              |
| متوسط أيام هطول الأمطار                           | 15.4                     | 14.4                     | 14.8                     | 14.0                     | 13.8                     | 11.6                     | 6.4                      | 5.6                      | 7.1                      | 10.2                     | 11.6                     | 15.4                     | 140.3                    |
| متوسط الأيام المثلجة                              | 14                       | 11                       | 6                        | 0.4                      | 0                        | 0                        | 0                        | 0                        | 0                        | 0.2                      | 3                        | 9                        | 43                       |
| ساعات سطوع الشمس الشهرية                          | 34                       | 66                       | 100                      | 155                      | 196                      | 213                      | 244                      | 232                      | 185                      | 96                       | 54                       | 28                       | 1٬603                    |
| المصدر: Devlet Meteoroloji İşleri Genel Müdürlüğü |                          |                          |                          |                          |                          |                          |                          |                          |                          |                          |                          |                          |                          |

## أعلام
- عدنان قهوجي
- أنطونيوس
- مراد دوروير
- آق شمس الدين
- فريدون زعيم أوغلي
- اسماعيل حقي دورو
- توبا بالازولو